# Grub (Appenzell)
Grub es una comuna suiza del cantón de Appenzell Rodas Exteriores, hizo parte del extinto distrito Vorderland. Limita al norte con la comuna de Eggersriet (SG), al este con Heiden, y al sur con Rehetobel.
El turismo ocupa un lugar importante en la economía local. Existe también un Grub en el cantón de San Galo; en realidad al principio Grub formaba una sola comuna, pero con la llegada de la reforma, la comuna se dividió en dos, quedando la parte reformista en el cantón de Appenzell Rodas Exteriores y la parte católica en el cantón de San Galo.
Las localidades de Frauenrüti, Halten, Riemen y Rüti, también forman parte del territorio comunal.